# I tre nemici
I tre nemici è un film del 1962 diretto da Giorgio Simonelli.

## Trama
Uno scienziato mette a punto un nuovo potente esplosivo, ma la sua cameriera, che è in realtà una spia, un uomo travestito da donna, lo uccide e gli ruba la formula. Poi, una volta braccato, fingendosi un tatuatore, trascrive la formula sulla pelle del fondoschiena di Leo, un impiegato che lavora in un'agenzia turistica. Ma le spie nemiche, capitanate dal dottor Otto Kreutz, cercano in tutti i modi di sottrargli il segreto ch'egli si porta addosso senza saperlo. Un ultimo incidente porta Leo all'ospedale, dove la pelle viene trapiantata sulla faccia del suo capoufficio Gerardo, che a questo punto passa dei guai per sfuggire la minaccia delle spie. Intanto Kitty resasi  conto dell'onestà di Leo, si decide finalmente a ricambiarne l'amore.